# Автоматизація виробництва
Автоматиза́ція виробни́цтва — вищий рівень розвитку машинної техніки, коли регулювання й керування виробничими процесами здійснюються без участі людини, а лише під її контролем. Сучасний стан розвитку автоматизації виробництва привів до появи якісно нової системи технологічних машин з керуючими засобами, що ґрунтуються на застосуванні електронних обчислювальних машин, програмованих логічних контролерів, інтелектуальних засобів вимірювання і контролю, інформаційно об'єднаних промисловими мережами. Автоматизація виробництва  — один з головних напрямів науково-технічного прогресу.

## Основні положення
Основою будь-якого виробництва є технологічний процес — певна взаємодія знарядь і предметів праці, обслуговуючої і транспортної систем, що утворюють складну багаторівневу виробничу систему, у підсумку чого випускається продукція, яка відповідає критеріям якості у заданих обсягах.
Переміщення предметів праці від однієї стадії обробки до іншої можна визначити як матеріальний потік у виробничому просторі. Для забезпечення роботи виробничої системи, слід організувати ще інформаційний та енергетичний потоки. Виробничий процес можна представити як систему, котра перетворює потоки енергії, матеріалів і інформації.
З погляду автоматизації за характером матеріального потоку, технологічні процеси можна розділити на два типи безперервні і дискретні.

### Автоматизація безперервних виробництв
В безперервних технологічних процесах матеріальний потік та інформація, що його відображає, безперервні. Матеріальний потік, який проходить через технологічне обладнання і зазнає там в кожну мить часу зміни своїх властивостей, є неперервним.
До безперервних відносять виробництва, у яких вимагається регулювати витрату, тиск, температуру, напругу, переміщення рухомих елементів та інші величини в усьому діапазоні їх змін. Це різноманітні хімічні реактори, процеси приготування харчових продуктів, металургія, системи постачання теплом, водою та електроенергією.
У безперервних виробництвах зайнято мало людей, тому за рахунок автоматизації можна знизити витрати матеріалів та енергії або усталити технологічний процес, усунувши його залежність від суб'єктивних чинників. Для керування таким виробництвом, вимагається узгодження динамічних характеристик об'єкту керування і системи автоматичного регулювання в усьому інтервалі зміни регульованих величин.

### Автоматизація дискретних виробництв
Для дискретних технологічних процесів характерна вихідна продукція у вигляді виробів, що обчислюються в штуках. Початкові складники перетворюються циклічно і готова продукція випускається партіями.
До дискретних відносять виробництва з кінцевим числом станів змінних, наприклад з увімкненням (відкриттям) і вимкненням (закриттям) клапанів, засувок, пускачів за сигналами двопозиційних давачів.
Автоматизація дискретного виробництва розвинена менше, внаслідок більшої різноманітності виробів та операцій, підвищених вимог до точності операцій. Тут зайнята значна кількість робітників ручної праці. Для дискретного виробництва характерне величезне число варіантів автоматизації, операцій, що відрізняються послідовністю, затратами і ефективністю. Їх зіставлення вимагає формального опису алгоритмів керування устаткуванням і розробки моделей організації виробництва.
У реальних задачах частіше за все спостерігається поєднання обох видів виробництв, що називають безперервно-дискретним виробництвом. Крім того, методи автоматизації дискретного виробництва все частіше застосовують до автоматизації безперервного виробництва.

## Різновиди автоматизації виробництва
За ступенем повноти розрізняють автоматизацію виробництва:
- часткову — передбачає автоматизацію основних виробничих процесів,
- комплексну — передбачає автоматизацію не лише процесу виробництва, але й процесів керування й обслуговування,
- повну — передбачає автоматизацію всіх основних і допоміжних процесів.

За принципом керування виробничі системи можна поділити на прості, складні та інтелектуальні. Розрізнити їх можна за видом алгоритму роботи і принципом прийняття в них рішень. В блок-схемах алгоритмів роботи простих систем використовуються тільки виконавчі блоки, а в блок-схемах алгоритмів роботи складних систем — також блоки прийняття рішень. Для інтелектуальних систем характерне існування дерева прийняття рішень.
За видом технічних рішень та областю застосування, сучасні виробничі системи в автоматизованому виробництві, включають:
- Верстати з числовим програмним керуванням, вперше з'явились на ринку ще 1955 року.; їх швидке поширення розпочалось, однак, лише із застосуванням мікропроцесорів.
- Промислові роботи, вперше з'явились в 1962 р.; масове застосування також пов'язано з розвитком мікроелектроніки.
- Гнучкі виробничі системи, що характеризуються поєднанням технологічних одиниць і роботів, які керуються ЕОМ, оснащені засобами для переміщення оброблюваних деталей та зміни інструменту.
- Автоматизовані складські системи (англ. automated storage and retrieval systems, AS/RS). Передбачають використання керованих комп'ютером підйомно-транспортних пристроїв, що розміщають вироби на складі та беруть їх звідти за командою.
- Системи контролю якості на базі ЕОМ (англ. computer-aided quality control, CAQ) — технічне застосування комп'ютерів і керованих комп'ютерами машин для перевірки якості продуктів.
- Системи автоматизованого проектування (англ. computer-aided design, CAD) використовується проектувальниками при розробці нових виробів і техніко-економічної документації.
- Автоматизовані системи технологічної підготовки виробництва, до яких належать САПР ТП (англ. computer-aided process planning, CAPP) та системи автоматизованого програмування (САП) (англ. Computer-aided manufacturing, CAM) і використовуються під час розробки технологічних процесів, технологічної документації та керувальних програм для систем числового програмного керування.

## Проектування
При формуванні конфігурації конкретної виробничої системи, слід планувати процес проектування згори донизу і створювати систему знизу догори. Основними чинниками під час проектування ВС, є матеріальні й інформаційні потоки.
Сукупності функцій в автоматизованих виробничих системах, утворюють системні комплекси у котрих найважливішими є:
- технологічні функції (зміни фізичного стану об'єктів виробництва), носіями котрих є технологічні системи;

- функції маніпуляції і транспортні функції (положення і місцезнаходження об'єктів виробництва і оснастки), носіями котрих є засоби маніпуляції і транспортні засоби і вони об'єднані в системи матеріальних потоків;

- функції керування, координації і синхронізації роботи елементів і систем та їх взаємодія на базі розподілу і передачі сигналів команд та інтеграція в інформаційні потоки, носіями котрих є інформаційна техніка і засоби керування.

Проектування технічних рішень з автоматизації виробництва, полягає у розробці схем автоматизації, конструкторських документів, на основі яких проводиться встановлення, відлагодження і запуск систем автоматизації виробництва.

## Приклади застосування

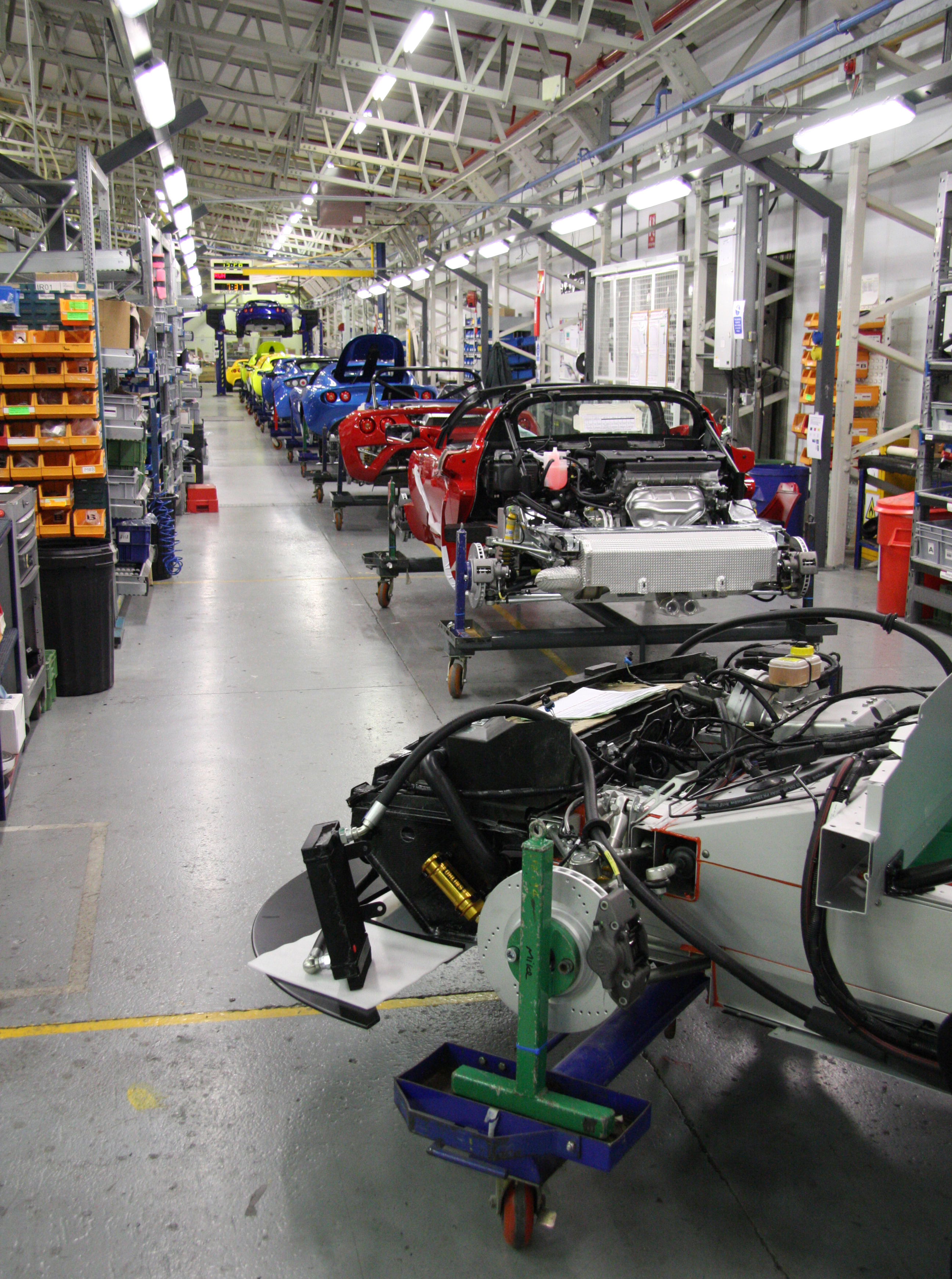
Автоматизована лінія складання автомобілів на Lotus Cars, 2008

У нафтогазовидобувній промисловості основним напрямком автоматизації виробництва (АВ), є автоматизація контролю за роботою нафтових і газових свердловин, в бурінні — спуско-підіймальних операцій шляхом впровадження автоматів спуско-підіймання.
У автомобільній промисловості АВ, пов'язана головним чином з процесом складання автомобілів на конвеєрі. Сучасний конвеєрно-збиральний комплекс у автомобільній промисловості — одна з найбільш високоавтоматизованих ланок машинобудування.

## З історії автоматизації виробництва в Україні
В Україні автоматизація виробництва особливо активно розвивається з другої половини 1950-х років. Так, в 1959—1965 роках було створено близько 4 тис. нових типів машин, механізмів, апаратів і матеріалів. Лише за цей період встановлено понад 40 тис. автоматичних і напівавтоматичних апаратів, впроваджено 813 автоматичних і напівавтоматичних ліній. 1965 року, у промисловості України налічувалося 14 автоматизованих підприємств і 4 комплексно-автоматизовані електростанції, 9343 механізовані й автоматизовані лінії та інше.[джерело?]
Одна з перших автоматичних[уточнити] ліній УРСР почала працювати в 1947 році на Харківському тракторному заводі. На ній обробляли головки циліндрів для гасових двигунів. Згодом на заводі стала до ладу автоматична лінія з обробки головок блоків циліндрів для дизельних двигунів для тракторів ДТ-54. Велика робота з впровадження здійснювалась й на інших підприємствах, зокрема на Харківському моторобудівному заводі «Серп і Молот», що виробляв дизельні двигуни потужністю 55 к. с..[джерело?]